# Team Capinordic
Team Capinordic is een voormalige Deense wielerploeg. De ploeg bestond van 2005 tot 2009 en kwam uit in de UCI Europe Tour. Tom Breschel was de ploegmanager en de ploegleiding werd gedaan door Jasper Fredsgaard en Carsten Maul.

## Ploegen per jaar
- Ploeg 2005
- Ploeg 2006
- Ploeg 2007
- Ploeg 2008
- Ploeg 2009